# بيتر كارفاليو
بيتر كارفاليو (18 ديسمبر 1980 في الهند - ) هو لاعب كرة قدم هندي في مركز الوسط. شارك مع منتخب الهند لكرة القدم. أما مع النوادي، فقد لعب مع نادي ديمبو ونادي جوا ونادي كيرلا بلاستيرز.

## وصلات خارجية
- بيتر كارفاليو على موقع قاعدة بيانات كرة القدم.إي يو (الإنجليزية)
- بيتر كارفاليو على موقع ناشيونال فوتبول تيمز (الإنجليزية)
- بيتر كارفاليو على موقع Soccerway.com (الإنجليزية)
- بيتر كارفاليو على موقع عالم كرة القدم.نت (الإنجليزية)